# Eksjö stadshotell
Eksjö stadshotell är ett stadshotell i Eksjö.

## Historia
Byggnaden som Eksjö stadshotell finns i byggdes 1856 och invigdes 1862 som rådhus.
Eksjö stadshotell inhystes under 1870-talet i Eksjö stads rådhus. Dit förlades med tiden även teaterföreställningar och dansevenemang. Men stadshotellet behövde fler lokaler, bostad för hotellinnehavaren och hygieniska förbättringar. Planer för ett förbättrat stadshotell började därför planeras 1901. Med en rösts övervikt beslutades därför att rådhuset skulle få en tredje våning. Beslutet överklagades och 1904 kunde den omändrade byggnaden invigas. Den nya våningen ritades av arkitekten Georg A. Nilsson.  
Stadshuskontoret flyttades till en annan del av staden i januari 1930. Då kunde stadshotellet bedriva hotell och restaurangverksamhet i egen regi, men under lucia samma år förstördes hela tredje våningen i en brand.
År 2017 fick stadshotellet en inglasad veranda.